# Sénat (Troisième République)
Pour les articles homonymes, voir Sénat.
Pour un article plus général, voir Sénat (France).
Le Sénat sous la Troisième République est l'un des deux organes législatifs, le second étant la Chambre des députés, mis en place par les lois organiques des 24 et 25 février 1875. 
Il s'agit d'un bicamérisme strict, les deux chambres ayant les mêmes pouvoirs législatifs. Les lois doivent être votées dans les mêmes termes par les deux chambres. Seul signe de préséance, la Chambre des députés se prononce la première pour les lois des finances. En revanche, le chef de l'État doit obtenir l'avis conforme du Sénat pour procéder à la dissolution de la chambre basse.
Politiquement, la création de la chambre haute est un compromis entre une Assemblée nationale où monarchistes (eux-mêmes divisés entre orléanistes et légitimistes) et républicains s'opposent. Ces derniers acceptent la présence d'une assemblée ayant un caractère conservateur en échange du ralliement des premiers à la République.

## Composition
À l'origine, le Sénat comprend 300 sénateurs. L'âge minimum est fixé à 40 ans. 225 sénateurs sont élus au scrutin indirect par un collège électoral départemental. Le mandat est de neuf ans, renouvelable par tiers tous les trois ans. 75 sont inamovibles choisis parmi les députés de l'Assemblée nationale, puis cooptés par le Sénat au fur et à mesure des décès. Avant de cesser ses travaux le 31 décembre 1875, l'Assemblée nationale désigne les 75 sénateurs inamovibles, ce qui donne lieu à de longues transactions entre le 9 novembre et le 21 décembre. Malgré la coloration monarchique de la chambre, le choix se porte majoritairement sur des personnalités républicaines (58 sur les 75).
La première élection a lieu le 30 janvier 1876, alors que démarre la campagne pour l'élection des députés. Les conservateurs (catholiques, bonapartistes, contre-révolutionnaires) emportent de justesse la majorité : 151 sièges contre 149 aux républicains et à l'extrême-gauche. Le duc d'Audiffret-Pasquier est élu à la présidence du Sénat, mais très vite les modérés des deux camps s'allieront pour exercer une influence sur les pouvoirs publics, comme l'avaient souhaité les constituants.

## Évolution
Lors de la crise du 16 mai 1877, le Sénat est consulté par le Maréchal de Mac Mahon et donne son accord sur le projet de dissolution de la chambre des députés le 22 juin 1877, par 149 voix contre 130, et ensuite décrétée par Mac-Mahon le 25 juin 1877.
Le premier renouvellement partiel qui a lieu le 5 janvier 1879 est une cuisante défaite pour les conservateurs. Les républicains obtiennent une confortable avance de plus de 40 sièges (174 contre 126). Le nouveau président Louis Martel est un républicain modéré. Le basculement des deux chambres dans le camp républicain entraine une pression de la gauche sur le ministère Dufaure en exigeant l'épuration de la fonction publique. Ce contexte troublé conduira à la démission du Président Mac Mahon.
La révision constitutionnelle de 1884 supprime l'inamovibilité des sénateurs jusqu'à extinction de ces derniers, et élargit leur collège électoral afin de donner plus de poids aux communes urbaines. Émile de Marcère, le dernier sénateur inamovible, est mort en 1918.
Au cours des deux premières décennies, les radicaux n'eurent de cesse de proposer la suppression du Sénat. Toutefois, la modération et la prudence de ce dernier constitua un des obstacles à l'aventure du Boulangisme et les radicaux cesseront dès lors de réclamer sa suppression.

## Crise constitutionnelle
Selon la Constitution, les ministres sont solidairement responsables devant les chambres. Jusqu'alors, les gouvernements successifs n'avaient tenu compte des seuls votes de méfiance de la Chambre des députés. En 1890, le Gouvernement Pierre Tirard avait démissionné à la suite d'un vote défavorable du Sénat, mais il s'agissait plus d'un prétexte que d'un désaveu sur le fond.
Jules Ferry avait d'ailleurs déclaré en 1885 : « Chez tous les peuples libres, dans toutes les constitutions parlementaires, le pouvoir de faire et de défaire les ministères ne peut appartenir qu'à une seule des deux chambres ».
La question partage les juristes et le personnel politique jusqu'en 1896. Le Sénat est hostile au Gouvernement Léon Bourgeois, jugé trop à gauche et qui refuse de se démettre malgré trois votes défavorables. Le Sénat refuse alors de voter des crédits militaires pour permettre le rapatriement du corps expéditionnaire sur Madagascar. Léon Bourgeois est forcé à la démission créant ainsi un précédent. Ce pouvoir reconnu du Sénat sera l'une des causes de l'instabilité gouvernementale, notamment après la Première Guerre mondiale.

## La Haute Cour

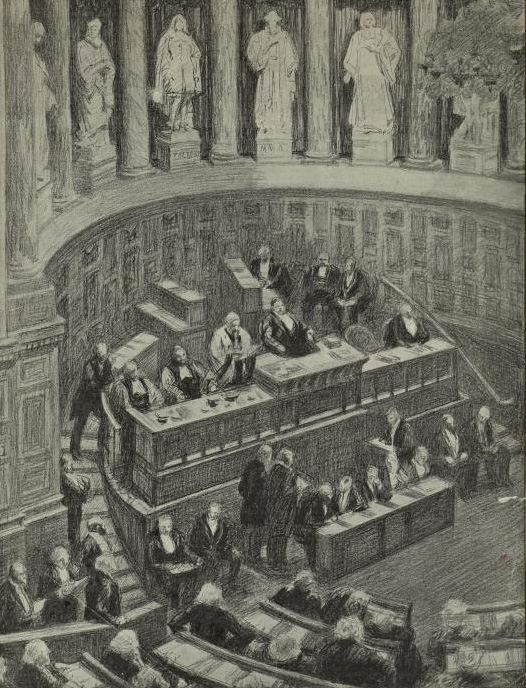
Session du Sénat en Haute Cour (croquis de Paul Renouard, The Graphic, novembre 1899)

Héritage de la chambre des pairs, le Sénat peut être érigé en juridiction dans le cas de trahison ou forfaiture du chef de l'État ou dans les cas d'atteinte à la sûreté de l'État.
Il eut ainsi à se prononcer sur les accusations portées contre Paul Déroulède en 1899, Louis Malvy en 1918 et Joseph Caillaux en 1920.

## Élections sénatoriales
Hormis le premier scrutin qui désigne les 225 premiers sénateurs élus (les 75 autres, inamovibles, ayant été élus par l'Assemblée nationale en décembre 1875), chaque élection sénatoriale renouvelle tous les trois ans le tiers de ses membres. En raison de la Première Guerre mondiale, les séries B et C (renouvelables respectivement en 1915 et 1918) sont prorogées par les lois du 24 décembre 1914 et du 31 décembre 1917. Après la loi du 7 juillet 1929, l'élection a lieu dans la deuxième quinzaine du mois d'octobre précédant l'expiration du mandat, généralement en janvier.
| Dates des élections sénatoriales | Élections municipales de référence (grands électeurs) | Renouvellement |
| -------------------------------- | ----------------------------------------------------- | -------------- |
| 30 janvier 1876                  | 22 et 29 septembre 1874                               | Complet        |
| 5 janvier 1879                   | 6 et 13 janvier 1878                                  | Série B        |
| 8 janvier 1882                   | 6 et 13 janvier 1878                                  | Série C        |
| 25 janvier 1885                  | 4 et 11 mai 1884                                      | Série A        |
| 5 janvier 1888                   | 4 et 11 mai 1884                                      | Série B        |
| 4 janvier 1891                   | 6 et 13 mai 1888                                      | Série C        |
| 7 janvier 1894                   | 1er et 8 mai 1892                                     | Série A        |
| 3 janvier 1897                   | 3 et 10 mai 1896                                      | Série B        |
| 28 janvier 1900                  | 3 et 10 mai 1896                                      | Série C        |
| 4 janvier 1903                   | 6 et 13 mai 1900                                      | Série A        |
| 7 janvier 1906                   | 1er et 8 mai 1904                                     | Série B        |
| 3 janvier 1909                   | 3 et 10 mai 1908                                      | Série C        |
| 7 janvier 1912                   | 3 et 10 mai 1908                                      | Série A        |
| 11 janvier 1920                  | 30 novembre et 7 décembre 1919                        | Série A/B/C    |
| 9 janvier 1921                   | 30 novembre et 7 décembre 1919                        | Série A        |
| 6 janvier 1924                   | 30 novembre et 7 décembre 1919                        | Série B        |
| 9 janvier 1927                   | 3 et 10 mai 1925                                      | Série C        |
| 20 octobre 1929                  | 5 et 12 mai 1929                                      | Série A        |
| 16 octobre 1932                  | 5 et 12 mai 1929                                      | Série B        |
| 20 octobre 1935                  | 5 et 12 mai 1935                                      | Série C        |
| 23 octobre 1938                  | 5 et 12 mai 1935                                      | Série A        |

Les séries comprend les départements métropolitains par ordre alphabétique, ainsi que les départements d'Outer-mer :
- Série A : de l'Ain au Gard inclus, auxquels il faut ajouter les départements d'Alger, la Guadeloupe et de la Réunion
- Série B : de la Haute-Garonne à l'Oise inclus, auxquels il faut ajouter les départements de Constantine et de la Martinique
- Série C : de l'Orne à l'Yonne, auxquels il faut ajouter les départements d'Oran et de l'Inde française.

## Liste des présidents du Sénat
- 13 mars 1876 - 15 janvier 1879 : Gaston d'Audiffret-Pasquier
- 15 janvier 1879 - 25 mai 1880 : Louis Martel
- 25 mai 1880 - 30 janvier 1882 : Léon Say
- 2 février 1882 - 24 février 1893 : Philippe Le Royer
- 24 février 1893 - 17 mars 1893 : Jules Ferry
- 27 mars 1893 - 16 janvier 1896 : Paul-Armand Challemel-Lacour
- 16 janvier 1896 - 21 février 1899 : Émile Loubet
- 3 mars 1899 - 13 février 1906 : Armand Fallières
- 16 février 1906 - 14 janvier 1920 : Antonin Dubost
- 14 janvier 1920 - 22 février 1923 : Léon Bourgeois
- 22 février 1923 - 17 juin 1924 : Gaston Doumergue
- 19 juin 1924 - 14 janvier 1927 : Justin Germain Casimir de Selves
- 14 janvier 1927 - 11 juin 1931 : Paul Doumer
- 11 juin 1931 - 3 juin 1932 : Albert Lebrun
- 3 juin 1932 - 10 juillet 1940[9] : Jules Jeanneney

Loubet, Fallières, Doumergue, Doumer et Lebrun ont été élus à la présidence de la République en cours de mandat.